# Revision Control System
Revision Control System (RCS) este un software revision control pentru sistemele UNIX, dezvoltat în 1982
de Walter F. Tichy ca un înlocuitor avansat și gratuit a sistemului Source Code Control System (SCCS), sistem foarte popular la vremea respectivă.
RCS este folosit pentru menținerea versiunilor curente și istorice ale fișierelor cod sursă, paginilor web și a documentației în proiectele software. Datorită simplicității sale și faptului că nu necesită o bază de date centralizată, este folosit în ziua de astăzi în scenarii de utilizator unic, cum ar fi fișierele de configurare și scripturile de automatizare pentru un server.
RCS este publicat sub licență GPL și este considerat software liber. Este un proiect GNU, și nu mai este dezvoltat activ din 1995. Ultima versiune a programului este versiunea 5.7. Este înglobat într-o serie de aplicații wiki cum ar fi TWiki.